# Burina e Michina
I personaggi di Burina e Michina costituiscono una coppia famosa ancor oggi nella tradizione orale alessandrina.
Burina fa la sua prima apparizione nella prima metà dell'XIX secolo, grazie alla penna di Crispino Jachino, in divertenti dialoghi tra popolane.
All'inizio del XX secolo, nel 1908, Burina appare sul giornale Sghignazzino. L'anno seguente le viene affiancato il personaggio di Michina (diminutivo di Domenica). Passano più di vent'anni e i due personaggi fanno la loro ricomparsa sul Pungolo di Gagliaudo, settimanale umoristico illustrato, che usciva la domenica mattina, diretto da Evardo Dupuis: è il 1932. I dialoghi sono a volte firmati da Andrea Canestri, a volte dal collega giornalista Enrico Reposi, altre volte anonimi.
Nei primi anni del dopoguerra (1946) Enrico Reposi riprende la storica coppia sul giornale satirico-umoristico-sportivo Il Matterello, ribattezzandola 'Tamlina e Zablina e pubblica, inoltre, una commedia (a puntate) in dialetto alessandrino, in tre atti, dal titolo: "Bartlamé Lonsavegia". Qualche tempo dopo, nel 1954, la rubrica Burina e Michina firmata da Andrea Canestri rinasce con Il Pungolo di Alessandria (settimanale indipendente di cronaca, sport, umorismo).